# Grashofovo číslo
Grashofovo číslo (Gr) je podobnostní číslo v dynamice tekutin a přenosu tepla, které udává poměr vztlaku a viskózní síly působící na kapalinu. Často se objevuje při popisu volné konvekce. Je pojmenované po německém inženýrovi Franzi Grashofovi.

## Použití
Grashofovo číslo je:
{\displaystyle \mathrm {Gr} _{L}={\frac {g\beta (T_{s}-T_{\infty })L^{3}}{\nu ^{2}}}\,} pro svislou desku
{\displaystyle \mathrm {Gr} _{D}={\frac {g\beta (T_{s}-T_{\infty })D^{3}}{\nu ^{2}}}\,} pro trubku
{\displaystyle \mathrm {Gr} _{D}={\frac {g\beta (T_{s}-T_{\infty })D^{3}}{\nu ^{2}}}\,} pro obtékaná tělesa
kde:
g je gravitační zrychlení
β je teplotní součinitel objemové roztažnosti (přibližně rovný 1/T pro ideální plyny)
Ts je povrchová teplota
T∞ je průměrná teplota
L je výška desky
D je vnitřní průměr
ν je kinematická viskozita.
Indexy L a D naznačují charakteristický rozměr.
Přechod k turbulentnímu proudění dochází při 108 < GrL < 109 pro přirozenou konvekci na svislé stěně. Při vyšších Grashofových číslech je mezní vrstva turbulentní a při nižších laminární.
Grashofovo číslo spolu s Prandtlovým číslem dává Rayleighovo číslo, bezrozměrnou veličinu charakterizující konvekci v přenosu tepla.

## Přenos hmoty
Existuje analogická forma Grashofova čísla používaná v případech volné konvekce v přenosu hmoty.
{\displaystyle \mathrm {Gr} _{c}={\frac {g\beta ^{*}(C_{a,s}-C_{a,a})L^{3}}{\nu ^{2}}}}
kde:
{\displaystyle \beta ^{*}=-{\frac {1}{\rho }}\left({\frac {\partial \rho }{\partial C_{a}}}\right)_{T,p}}
a:
g je gravitační zrychlení
Ca,s je koncentrace a na povrchu
Ca,a je koncentrace a v okolním médiu
L je charakteristická délka
ν je kinematická viskozita
ρ je hustota kapaliny
Ca je koncentrace a
T je teplota (konstantní)
p je tlak (konstantní).

## Derivace
Prvním krokem k derivaci Grashofova čísla je úprava koeficientu objemové roztažnosti, {\displaystyle \mathrm {\beta } }.
{\displaystyle \beta ={\frac {1}{v}}\left({\frac {\partial v}{\partial T}}\right)_{p}={\frac {-1}{\rho }}\left({\frac {\partial \rho }{\partial T}}\right)_{p}}
Měli byste mít na paměti, že {\displaystyle v} ve výše uvedené rovnici zastupuje měrný objem, a není stejné jako {\displaystyle v} v následující sekci, které reprezentuje rychlost. Vztah, dávající do souvislosti koeficient objemové roztažnosti {\displaystyle \mathrm {\beta } } a hustotu {\displaystyle \mathrm {\rho } } při konstantním tlaku, může být zapsán jako:
{\displaystyle \rho =\rho _{o}(1-\beta \Delta T)}
kde:
{\displaystyle \rho _{o}} je průměrná hustota tekutiny
{\displaystyle \rho } je hustota mezní vrstvy tekutiny
{\displaystyle \Delta T=(T-T_{o})} je teplotní rozdíl mezi mezní vrstvou a tekutinou
Existují dva způsoby, jak zjistit Grashofovo číslo. První využívá bilanci energie, zatímco druhý využívá vztlakovou sílu díky rozdílu hustoty mezi mezní vrstvou a zbytkem tekutiny.

### Energetická bilance
Využíváme bilanci energie pro rotačně symetrické proudění. Tato analýza v sobě zahrnuje jak gravitační zrychlení, tak i přenos tepla. Matematické rovnice dále charakterizují jak rotačně symetrické proudění, tak dvourozměrné rovinné proudění.
{\displaystyle {\frac {\partial }{\partial s}}(\rho ur_{o}^{n})+{\frac {\partial }{\partial y}}(\rho vr_{o}^{n})=0}
kde:
{\displaystyle s} je směr rotace, tj. směr rovnoběžný s povrchem
{\displaystyle u} je tangenciální rychlost, tj. rychlost rovnoběžná s povrchem
{\displaystyle y} je vektor roviny, tj. směr kolmý na povrch
{\displaystyle v} je normálová rychlost, tj. rychlost kolmá na povrch
{\displaystyle r_{o}} je poloměr.
V této rovnici horní index n určuje, zda se jedná o rotačně symetrický proudění nebo rovinné proudění.
{\displaystyle n} = 1: rotačně symetrické proudění
{\displaystyle n} = 0: rovinné, dvoufázové proudění
{\displaystyle g} je gravitační zrychlení
Tato rovnice se rozšíří o fyzikální vlastnosti tekutiny:
{\displaystyle \rho \left(u{\frac {\partial u}{\partial s}}+v{\frac {\partial u}{\partial y}}\right)={\frac {\partial }{\partial y}}\left(\mu {\frac {\partial u}{\partial y}}\right)-{\frac {dp}{ds}}+\rho g.}
Kde můžeme dále zjednodušit rovnici hybnosti tím, že položíme rychlost celé tekutiny rovnou 0 (u = 0).
{\displaystyle {\frac {dp}{ds}}=\rho _{o}g}
Tento vztah ukazuje, že gradient tlaku je dán pouze rozdílem hustoty kapaliny a gravitačním zrychlením. Dalším krokem je vložení gradientu tlaku do rovnice hybnosti.
{\displaystyle \rho \left(u{\frac {\partial u}{\partial s}}+v{\frac {\partial u}{\partial y}}\right)=\mu \left({\frac {\partial ^{2}u}{\partial y^{2}}}\right)+\rho g\beta (T-T_{o})}
Další zjednodušení rovnice hybnosti dosáhneme dosazením koeficientu objemové roztažnosti místo rozdílu hustot {\displaystyle \rho _{o}-\rho =\beta \rho (T-T_{o})}, a vztahem pro kinematickou viskozitu, {\displaystyle \nu ={\frac {\mu }{\rho }}}.
{\displaystyle u\left({\frac {\partial u}{\partial s}}\right)+v\left({\frac {\partial v}{\partial y}}\right)=\nu \left({\frac {\partial ^{2}u}{\partial y^{2}}}\right)+g\beta (T-T_{o})}
Pro zjištění Grashofova čísla musí být výše uvedená rovnice bezrozměrná. To znamená, že žádná proměnná v rovnici nesmí obsahovat rozměr, a namísto toho má obsahovat charakteristické poměry pro uvedený případ. Toho se dosáhne podělením všech proměnných příslušnými konstantními množstvími. Délky jsou poděleny charakteristickou délkou, {\displaystyle L_{c}}. Rychlosti jsou poděleny příslušnými referenčními rychlostmi, {\displaystyle V}, které berou v úvahu Reynoldsovo číslo {\displaystyle V={\frac {\mathrm {Re} _{L}\nu }{L_{c}}}}. Teploty jsou poděleny vhodnými rozdíly teplot, {\displaystyle (T_{s}-T_{o})}. Tyto bezrozměrné parametry vypadají pak takto:
{\displaystyle s^{*}={\frac {s}{L_{c}}}},
{\displaystyle y^{*}={\frac {y}{L_{c}}}},
{\displaystyle u^{*}={\frac {u}{V}}},
{\displaystyle v^{*}={\frac {v}{V}}},
{\displaystyle T^{*}={\frac {(T-T_{o})}{(T_{s}-T_{o})}}}.
Hvězdičky představují bezrozměrné parametry. Zkombinováním těchto bezrozměrných rovnic s rovnicemi hybnosti dostáváme následující zjednodušenou rovnici.
{\displaystyle u^{*}{\frac {\partial u^{*}}{\partial s^{*}}}+v^{*}{\frac {\partial u^{*}}{\partial y^{*}}}=\left[{\frac {g\beta (T_{s}-T_{o})L_{c}^{3}}{\nu ^{2}}}\right]{\frac {T^{*}}{\mathrm {Re} _{L}^{2}}}+{\frac {1}{\mathrm {Re} _{L}}}{\frac {\partial ^{2}u^{*}}{\partial {y^{*}}^{2}}}}
kde:
{\displaystyle T_{s}} je povrchová teplota
{\displaystyle T_{o}} je teplota kapaliny
{\displaystyle L_{c}} je charakteristická délka.
Bezrozměrný parametr v hranaté závorce v předchozí rovnici je Grashofovo číslo:
{\displaystyle \mathrm {Gr} ={\frac {g\beta (T_{s}-T_{o})L_{c}^{3}}{\nu ^{2}}}.}

### Buckinghamův Pi Teorém
Další formovou bezrozměrné analýzy, kterou získáme Grashofovo číslo, je známý jako Buckinghamův Pi Teorém. Tato metoda zahrnuje vztlakovou sílu každého objemu {\displaystyle F_{b}} díky rozdílu hustoty v mezní vrstvě a zbytku kapaliny.
{\displaystyle F_{b}=(\rho -\rho _{o})g}
Tato rovnice může být upravena:
{\displaystyle F_{b}=\beta g\rho _{o}\Delta T.}
Seznam použitých proměnných v této metodě je umístěn níže.
| Proměnná                        | Symbol                   | Rozměr                                        |
| ------------------------------- | ------------------------ | --------------------------------------------- |
| Charakteristická délka          | {\displaystyle L}        | {\displaystyle \mathrm {L} }                  |
| Viskozita tekutiny              | {\displaystyle \mu }     | {\displaystyle \mathrm {\frac {M}{Lt}} }      |
| Tepelná kapacita tekutiny       | {\displaystyle c_{p}}    | {\displaystyle \mathrm {\frac {Q}{MT}} }      |
| Tepelná vodivost tekutiny       | {\displaystyle \lambda } | {\displaystyle \mathrm {\frac {Q}{LtT}} }     |
| Koeficient objemové roztažnosti | {\displaystyle \beta }   | {\displaystyle \mathrm {\frac {1}{T}} }       |
| Gravitační zrychlení            | {\displaystyle g}        | {\displaystyle \mathrm {\frac {L}{t^{2}}} }   |
| Rozdíl teplot                   | {\displaystyle \Delta T} | {\displaystyle \mathrm {T} }                  |
| Součinitel přestupu tepla       | {\displaystyle \alpha }  | {\displaystyle \mathrm {\frac {Q}{L^{2}tT}} } |

S ohledem na Buckinghamův pi teorém existuje 9 – 5 = 4 bezrozměrných skupin. Vybereme-li L, {\displaystyle \mu ,\lambda }, g a {\displaystyle \beta } jako referenční proměnné, pak skupiny {\displaystyle \pi } jsou následující:
{\displaystyle \pi _{1}=L^{a}\mu ^{b}\lambda ^{c}\beta ^{d}g^{e}c_{p}},
{\displaystyle \pi _{2}=L^{f}\mu ^{g}\lambda ^{h}\beta ^{i}g^{j}\rho },
{\displaystyle \pi _{3}=L^{k}\mu ^{l}\lambda ^{m}\beta ^{n}g^{o}\Delta T},
{\displaystyle \pi _{4}=L^{q}\mu ^{r}\lambda ^{s}\beta ^{t}g^{u}h}.
Vyřešením těchto skupin {\displaystyle \pi } dostaneme:
{\displaystyle \pi _{1}={\frac {\mu (c_{p})}{\lambda }}=Pr},
{\displaystyle \pi _{2}={\frac {l^{3}g\rho ^{2}}{\mu ^{2}}}},
{\displaystyle \pi _{3}=\beta \Delta T},
{\displaystyle \pi _{4}={\frac {\alpha L}{\lambda }}=Nu}
Ze dvou skupin {\displaystyle \pi _{2}} a {\displaystyle \pi _{3},} získáme Grashofovo číslo:
{\displaystyle \pi _{2}\pi _{3}={\frac {\beta g\rho ^{2}\Delta TL^{3}}{\mu ^{2}}}=\mathrm {Gr} .}
Použitím {\displaystyle \nu ={\frac {\mu }{\rho }}} a {\displaystyle \Delta T=(T_{s}-T_{o})} může být předchozí rovnice přepsána na stejný výsledek jako při derivování Grashofova čísla z bilance energie.
{\displaystyle \mathrm {Gr} ={\frac {\beta g\Delta TL^{3}}{\nu ^{2}}}}
Při nucené konvekci řídí Reynoldsovo číslo proudění tekutiny, ale při přirozené konvekci tuto funkci zastává Grashofovo číslo.